# Киевское шоссе (Санкт-Петербург)
Ки́евское шоссе́ — шоссе в городе Пушкине Пушкинского района Санкт-Петербурга. Проходит от Волхонского шоссе до границы Санкт-Петербурга и Ленинградской области в районе деревни Дони. Является продолжением Пулковского шоссе. Далее продолжается автодорогой «Псков».
Для участка Пулковского и Киевского шоссе от Петербургского шоссе до деревни Дони с 1741 года существовало название Киевская дорога. Оно было дано по городу Киеву, в который ведет магистраль. В начале XIX века это название распространилось и на участок от площади Победы до Петербургского шоссе. С 1852 года дорога стала Киевским шоссе. 14 января 1974 года шоссе переименовали в Пулковское, поскольку оно проходит по условной линии Пулковского географического меридиана.
12 августа 2014 года Киевское шоссе вновь появилось на карте; так стал называться участок Пулковского шоссе от Волхонского шоссе до деревни Дони. До этого магистраль входила в состав Пулковского шоссе.
Прежде Киевское шоссе имело три полосы движения. В 2011 году прошла реконструкция, в ходе которой шоссе стало шестиполосным с разделителем посередине. Над Киевским шоссе построили Волхонский и Карлинский путепроводы, а также развязку на повороте на Кондакопшино и Лесное. Генподрядчиком было ЗАО «ПО „Возрождение“».
На Киевском шоссе находится памятник артиллеристам Авроры.